# Ortoqueratologia
A ortoqueratologia é uma subespecialidade da contactologia pela qual se adapta lentes de contato permeáveis ao gás que visa reduzir defeitos visuais temporários, como miopia e astigmatismo.

## Necessidades tecnológicas
Para realizar esse tratamento, é necessário que o profissional tenha experiência em adaptações especiais e tenha um instrumento chamado "topógrafo corneano". Por meio deste aparelho é possível obter um mapa da superfície da córnea a fim de projetar as lentes necessárias, fazer uma avaliação da viabilidade do caso, ser capaz de controlar e medir o efeito de moldagem que a lente realiza uma vez colocada.

## Ligações Externas
Em português
- Ortoqueratologia Perguntas Frequentes - Portal Instituto Brasileiro de Treinamento e Pesquisa em Lentes de Contato (IBTPLC)

Em inglês
- EurOK - European Academy of Orthokeratology
- http://www.allaboutvision.com/contacts/orthok.htm
- http://www.ortho-k.net/
- https://web.archive.org/web/20170427080636/http://www.boks.org.uk/
- http://www.okglobal.org/
- https://web.archive.org/web/20160304105203/http://www.netherlens.com/tmp/editorialstaff.html
- Vídeo explicativo: https://web.archive.org/web/20091231125253/http://d19988442.k91.kchostserver.com/popup_1.php